# Douw Smit
Douw Smit (* 12. Mai 1999) ist ein südafrikanischer Leichtathlet, der sich auf den Speerwurf spezialisiert hat.

## Sportliche Laufbahn
Erste internationale Erfahrungen sammelte Douw Smit im Jahr 2023, als er bei den Weltmeisterschaften in Budapest mit einer Weite von 75,03 m in der Qualifikationsrunde ausschied. 
2023 wurde Smit südafrikanischer Meister im Speerwurf.